# District de Boldumsaz
Le district de Boldumsaz est un district du Turkménistan situé dans la province de Daşoguz. 
Son centre administratif est la ville de Boldumsaz.
De 1935 à 1992, le district porte le nom de raïon de Kalinine (le nom de la ville de Boldumsaz à cette époque).